# Zakir Hussain
Zakir Hussain (paszto ‏ذاکِر حسین‎) (ur. 8 lutego 1897 w Hajdarabadzie, zm. 3 maja 1969) – prezydent Indii w latach 1967–1969.

## Życiorys
Jego ojciec był Pasztunem. Zakir Hussain uczęszczał do muzułmańskiej szkoły w Etawah, a następnie studiował na Aligarh Muslim University w Aligarh. W 1920 roku znalazł się w grupie studentów i wykładowców, dążących do powołania niezależnego od władz brytyjskich Narodowego Uniwersytetu Muzułmańskiego Jamia Millia Islamia. Po studiach wyjechał do Berlina, na tamtejszym uniwersytecie uzyskał tytuł doktora ekonomii.
Po uzyskaniu przez Indie niepodległości został wicekanclerzem Aligarh Muslim University, funkcję tę sprawował do 1956 roku. W 1956 został wybrany do parlamentu, a w latach 1957–1962 był gubernatorem stanu Bihar. Od 1962 do 1967 roku był wiceprezydentem Indii. 13 maja 1967 został wybrany na prezydenta.